# Sivrihisar
Sivrihisar est une ville et un district de la province d'Eskişehir dans la région de l'Anatolie centrale en Turquie.

## Géographie
Sivrihisar (en turc : Sivrihisar, "un château pointu") est une ville et un district de la province d’Eskişehir dans la région d’Anatolie centrale de la Turquie. Selon le recensement de 2010, la population du district est de 23 488 habitants dont 9.817 vivent dans la ville de Sivrihisar.
Le district couvre une superficie de 2 987 km2 et l’altitude moyenne est de 1 070 m.

## Histoire
Sous le règne de l'empereur Justinien (527–565), la ville est renommée Justinianopolis.

## Monuments historiques

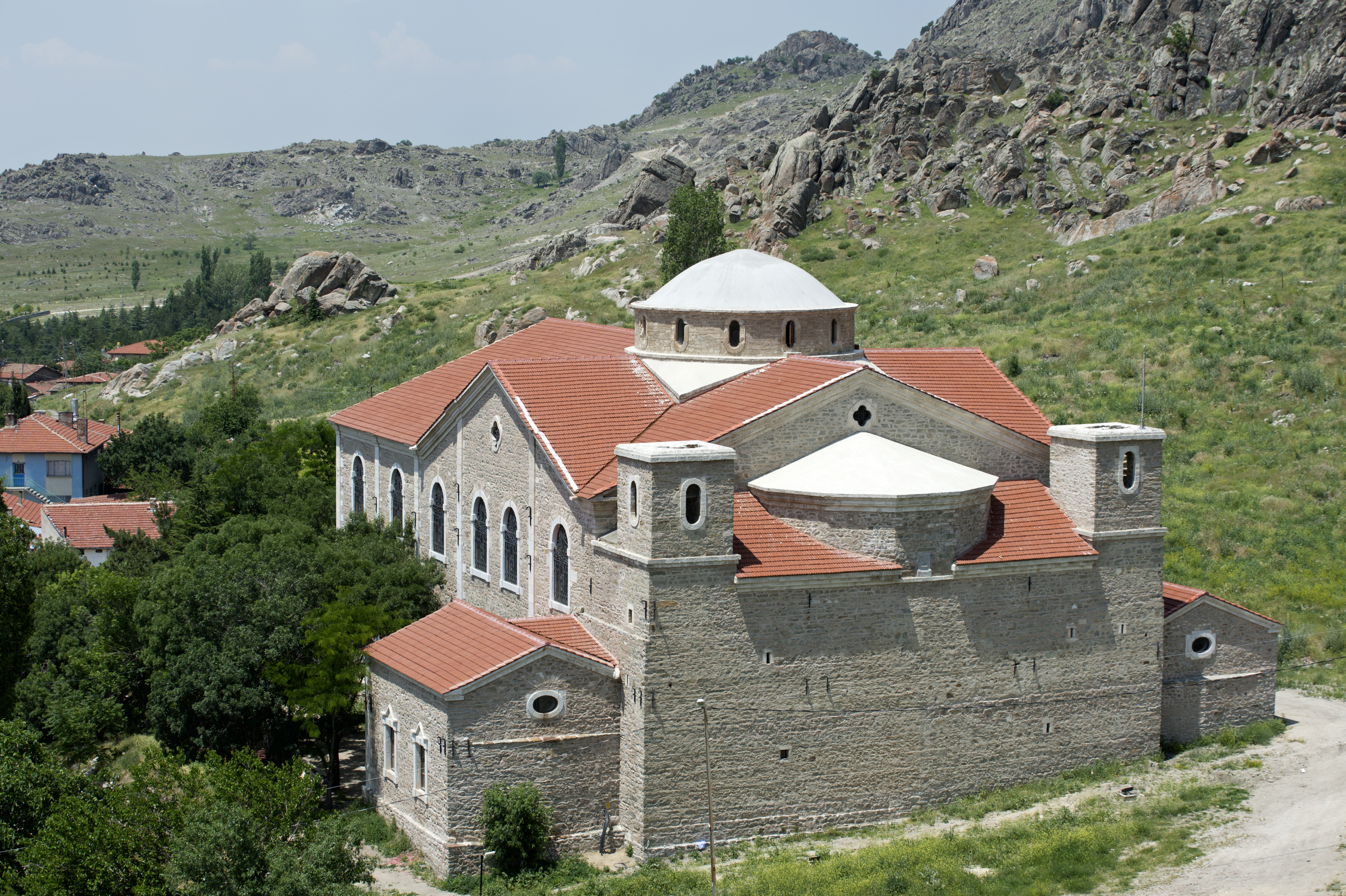
Église de la Sainte Trinité à Sivrihisar.

- L'église de la Sainte Trinité (Kutsal Üçlü Ermeni Kilisesi ; arménien : Սուրբ Երրորդություն եկեղեցի) est une église historique des Arméniens de la région. C'est une des plus grandes églises d'Anatolie. Construite vers 1650, elle a été détruite par un incendie en 1876. En 1881, elle a été reconstruite par l'architecte Mintes Panoyat sous le patriarcat de Nerses II. Après la déportation et le génocide arménien, elle a été abandonnée. L'église de la Sainte Trinité est une basilique rectangulaire. Les fresques anciennes et les inscriptions arméniennes ont été détruites. Une restauration a été entreprise depuis 2001. La restauration du dôme a été commencée en 2010.
- La Grande Mosquée de Sivrihisar (Sivrihisar Ulu Camii) est une mosquée historique de Sivrihisar. Elle a été construite par Leşker Emir Celaleddin Ali en 1231-1232 sous le règne du sultan seldjoukide d’Anatolie Kayqubad I (vers 1220-1237). Elle a été restaurée deux fois, en 1275 par Eminüddin Mikail bin Abdullah, le régent de Kaykhusraw III (r. 1265-1284), et en 1440 par Hızır Bey, juge à Sivrihisar et plus tard premier juge à Istanbul. La mosquée est un rare exemple de technique architecturale à colonnes en bois en Anatolie avec quatre autres[1],[2].

## Personnalités
- Mouchegh Ichkhan (1913-1990), écrivain, poète, enseignant et journaliste arménien, y est né.